# Деанджелис, Камилла
Камилла ДеАнджелис (англ. Camille DeAngelis; род. 14 ноября 1980) — американская писательница и автор путевых очерков итальянского происхождения.

## Биография
Она родилась в Камдене в 1980 году, в 2002 году получила степень бакалавра в Университете Нью-Йорка и степень магистра в Национальном университете Ирландии в Голуэе.
Вегетарианка с 16 лет.
Её роман о подростках-каннибалах «Целиком и полностью» получил премию Alex Awards в 2016 году, которая ежегодно награждает десять книг, написанных для взрослых, которые особенно нравятся молодёжи в возрасте от 12 до 18 лет. Сюжетная линия затрагивает такие вопросы, как феминизм, одиночество и ненависть к себе, а также моральную проблему поедания плоти. В 2022 году вышла экранизация.
ДеАнджелис также опубликовала книгу самопомощи / мемуары под названием «Жизнь без зависти: управление эго для творческих людей» в сентябре 2016 года.